# Estricnina
A estricnina é um alcaloide cristalino muito tóxico. Foi muito usado como pesticida, principalmente para matar ratos. Porém, devido à sua alta toxicidade, não só em ratos, mas em vários animais e também em seres humanos, o seu uso é proibido em muitos países.
É praticamente insolúvel em água e pouco solúvel em solventes orgânicos. Estudos mostram que a DL50 oral em ratos varia entre 2,2 e 5,8 mg/kg em fêmeas e entre 6,4 e 14 mg/kg em machos. A DL50 cutânea é de mais de 2.000 mg/kg.
A fonte mais comum dessa substância é de sementes de árvores da espécie Strychnos nux-vomica, nativa do Ceilão, Austrália e Índia. A estricnina é também uma das substâncias mais amargas que existem. O seu sabor é perceptível em concentrações da ordem de 1ppm.
A estricnina se decompõe rapidamente no solo, sendo pouco provável que contamine água. Porém, pode ser inalada na forma de pó. Também existe o risco de um incêndio em locais onde haja compostos com estricnina gerar vapores venenosos. A absorção pela pele causa reações tóxicas.
Não existe evidência de que a exposição crônica a estricnina produza câncer, mutações, alterações reprodutivas ou anomalias no crescimento.
Pequenas doses de estricnina eram utilizadas como laxante ou para tratamento de outros problemas estomacais. Esse tipo de tratamento foi abandonado com o advento de alternativas mais seguras.

## História
"A origem do uso de Strychnos pela humanidade perdeu-se com o passar do tempo e nas profundezas dos continentes"[1]
Século IX- A primeira referência a Strychnos nux vomica e o seu uso é encontrada no Kitäb al-sumüm (Livro de Venenos) escrito na segunda metade do séc. IX por Ibn Wahshiya. É apresentado como um veneno mortal que, quando administrado em pequenas doses, era usado como remédio contra a possessão demoníaca, sendo confirmado o uso pelos tratados médicos de Serapio, um médico árabe.[1]
No século XV estava disponível nos mercados Europeus, sendo usado em isco para matar cães, gatos e roedores, podendo também ter sido usado como veneno em humanos por alguns envenenadores profissionais.[1][2]
Em 1699, o missionário e botânico Jiři Josef Kamel traz para a Europa, das Filipinas, as bagas de Santo Inácio (Strychnos ignatii) que apresenta propriedades idênticas às de Strychnos nux vomica.[1]
Século XVII- Os primeiros trabalhos químicos com nux vomica foram realizados por um químico alemão Jean Rodolphe Glauber, no século XVII. Este tratou nux vomica com soluções de ácido nítrico e ácido sulfúrico, e depois precipitou com o auxílio de carbonato de potássio, obtendo um pó que este designou como sendo "a virtude concentrada" da planta.[1]
No século XIX, em 1818 Joseph Bienaimé Caventou e Pierre Joseph Pelletier, dois cientistas franceses isolaram a partir de Strycnos nux vomica, a estricnina como um pó branco, tendo designado como vauquelina. Também identificaram a brucina, análogo desmetoxilado da estricnina.[1][2]
A nux vomica (contendo estricnina) era uma medicação comum para uma multitude de doenças. Um dos exemplos do seu uso era a combinação de belladona, estricnina, amónio aromátio e xarope de bálsamo de tólu.[4]
Durante este período preparações à base de estricnina estavam presentes em várias farmacopeias, incluindo a Farmacopeia Britânica e a Farmacopeia Americana.[5]
A nux vomica era usada para melhorar o tónus muscular, aumentar o apetite e como antidoto para a overdose por narcóticos, estimulante cardíaco e respiratório e como analéptico.  A hiperglicemia não cetónica, apneia de sono e mordeduras de cobra eram também indicações para o uso de estricninca.[2][4]
Entre 1926 e 1928 a estricnina matava mais de 3 Americanos todas as semanas, sendo em 1932 a principal causa de envenamento em crianças.[2]
A estrutura química da estricnina é elucidada com o contributo de H.Leuchs e Sir Robert Robinson. Sir Robert Robinson ganhou o prémio Nobel em 1947. Em 1956 foi determinada a configuração absoluta da estricnina por cristalografia de raio-X.[6]
Síntese total da estricnina conseguida pelo grupo de Woodward, tendo este ganho o prémio nobel em 1965

## Mecanismo de ação
Existem dois tipos distintos de receptores nas sinapses do sistema nervoso central. A ligação a receptores excitatórios aumenta a chance de um sinal ser transmitido, enquanto a ligação em receptores inibitórios reduz essa chance. Os receptores de glicina são receptores inibitórios ligados a canais de cloro, particularmente na medula espinhal. A estricnina atua bloqueando estes receptores, sendo portanto um antagonista. Os receptores de glicina, juntamente com os recetores do GABA, são os principais determinadores de uma rápida inibição de transmissão sináptica a nível do sistema nervoso central, especialmente em arco-reflexo, que normalmente seriam controlados pela ação da glicina nesses receptores. Assim, o menor dos estímulos sensoriais causa uma grande contração muscular. A estricnina ao inibir o efeito inibitório da glicina que atuaria no receptor, tem como resultado a ocorrência de espasmos até à morte devido a paragem respiratória.[3]
Este xenobiótico tem, então, uma ação convulsiva generalizada, uma vez que se verifica que os espasmos decorrem em todos os músculos do corpo. Tais convulsões terão como consequências a acidose láctica, hipertermia e rabdomiolise, as quais são seguidas de depressão postical. A morte normalmente deve-se a paragem respiratória devido ao bloqueio nervoso que ocorre nos neurônios que controlam a respiração ou então por exaustão das convulsões.[7]

## Toxicocinética
Absorção
A estricnina é rapidamente absorvida pelo trato gastrointestinal, membranas mucosas, nos locais parenterais de injeção e também na cavidade oral.
O tempo de meia-vida da absorção é cerca de 15 minutos.[8]
Distribuição
A estricnina é transportada pelo plasma e eritrócitos, em que, a ligação às proteínas é baixa e, consequentemente, a distribuição pelos tecidos ocorre rapidamente.
O volume de distribuição aparente num paciente foi de 13 L/kg. [3]
Metabolismo
A estricnina é rapidamente metabolizada pelo sistema de enzimas microssomais do fígado em que requer NADPH e O2.
O metabolismo da estricnina no humano é ainda desconhecido.
Foram formados 5 metabólitos, in vitro, por um fígado de um coelho, em que foram isolados e identificados, sendo os mesmos: 2-hidroxiestricnina, 11,12-desidroestricnina, estricnina-21,22-epóxido, 21,22-dihidoxi-22-hidroestricnina e óxido de N-estricnina, que foi o metabolito maioritário.
Metabolitos semelhantes foram encontrados na urina de ratos, em que o maioritário foi o estricnina-21,22-epóxido.
O tempo de meia-vida de metabolismo é de aproxidamente 10h. [3]
Excreção
A excreção da estricnina é efetuada pelos rins [8] e, em apenas alguns minutos, a ingestão da mesma poderá ser detetada através da urina e a excreção por essa rota alberga 15% de uma dose subletal (4mg) durante 6h.[3]
Sabe-se que 1 a 20 % da estricnina que é excretada na urina encontra-se completamente na sua forma inicial, isto é, não foi alvo de reações de metabolismo. [9]

## Sintomatologia
Os efeitos da estricnina a curto prazo são graves. Podem haver convulsões iniciais violentas, mas frequentemente os primeiros sintomas são ansiedade, tremor, vómitos, febre alta e difícil de controlar. Aproximadamente 15 minutos após a ingestão (5 minutos por via nasal), os músculos do corpo começam a ter espasmos, iniciando na cabeça e no pescoço. Estes espasmos alastram-se para todos os músculos do corpo, com convulsões quase contínuas, que pioram com o menor dos estímulos. A morte ocorre por asfixia, causada pela paralisia do sistema de controlo da respiração do sistema nervoso central, ou por exaustão devida às convulsões. Aí, o corpo endurece imediatamente, mesmo no meio de uma convulsão, devido ao rigor mortis.
Assim, os sintomas no caso de exposição a uma dose baixa/moderada são: apreensão; sintomas de acidose lática; maior estado de alerta; opisthotunus (espasmos musculares); risus sardonicus (espasmos faciais); convulsões generalizadas; hipersensibilidade a estímulos; movimentos oculares persistentes; depressão pós ictal; hipertermia.[10][11]
Os efeitos a longo prazo, no caso de sobrevivência, não são prováveis. No entanto, podem resultar complicações do envenenamento, dependendo da duração, intensidade e frequência das convulsões. Pode ocorrer acidose láctica profunda devido à atividade motora violenta durante as convulsões, levando a lesões renais[10]; podem também ocorrer danos cerebrais causadas pela falta de oxigénio.[11]

## Tratamento
A estratégia terapêutica consiste em monitorizar os parâmetros biológicos e funções vitais (ABCDE), principalmente a função respiratória, e em medicação para controlar os sintomas. [7]
Um dos principais sintomas de envenenamento por estricnina são as convulsões. Estas podem ser desencadeadas por estímulos, como por exemplo a luz e o ruído. Assim, os pacientes devem ser mantidos em salas silenciosas e escuras (ambientes calmos). [7]
A oxigenação e a ventilação adequadas são fundamentais, pois a maioria das fatalidades advêm da paragem respiratória.   [10]
O tratamento inclui a aplicação de diazepam intravenoso, para controlar as convulsões, e o uso de carvão ativado. A substância é metabolizada no fígado e tem uma meia-vida de 10 horas em humanos. Portanto, se o paciente sobreviver por 24 horas após a ingestão, a recuperação é quase certa.[3]
O dantroleno e o pancurónio, relaxantes musculares, são usados para combater a rigidez e contrações musculares. [10][7]
O término das convulsões permite a reversão da acidose lática, hipertermia (em caso de não diminuir a temperatura administrar um antipirético) e rabdomiólise. Assim, o bicarbonato de sódio, que pode ser usado em caso de acidose láctica para a prevenção da insuficiência renal, normalmente não é necessário [10] [3] . Se houver hipovolemia (desidratação), usar solução de lactato de Ringer (solução isotónica ao plasma sanguíneo).